# Cercopithecinae
Cercopithecinae är en underfamilj i familjen markattartade apor med 12 släkten fördelade på två släktgrupper.

## Utbredning och habitat
Medlemmar av underfamiljen förekommer främst i Afrika söder om Sahara. Enda undantaget är makakerna som även lever norra om Sahara samt i större delar av Asien och i Gibraltar.
Habitatet är beroende på art, vissa medlemmar lever i regnskogen, andra i savanner och en del förekommer i klippiga bergstrakter som ibland kan vara påfallande kalt.

## Kännetecken
Ett särdrag som skiljer arterna från underfamiljen langurer (Colobinae) är kindpåsar som används för att samla föda i. Dessutom har molarerna (kindtänder) hos Cercopithecinae flata knölar. För övrigt är kroppsbyggnaden beroende på levnadsområdet. Arterna som lever i träd är ofta smala med lång svans och arter som lever på marken är vanligen robustare med kortare svans eller svansen saknas helt. Alla arter har förstorade hörntänder och en väl utvecklad tumme. Många arter har förtjockade hud vid stjärten.

## Levnadssätt
Dessa apor lever sociala i mindre eller stora grupper och är aktiva på dagen.
Många arter är allätare. De livnär sig bland annat av frukter, blad, frön och svampar samt av insekter, spindeldjur och små ryggradsdjur.
Dräktigheten varar i 6 till 7 månader och sedan föder honan vanligen ett ungdjur. Honan diar 3 till 12 månader och ungdjuren är efter 3 till 5 år könsmogna. Vissa individer blir upp till 50 år gamla.

## Systematik
Underfamiljen utgörs av 12 släkten som fördelas på två släktgrupper:
- tribus Cercopithecini
  - Markattor (Cercopithecus), cirka 25 arter
  - Gröna markattor (Chlorocebus), 6 arter
  - arten Sumpapa (Allenopithecus nigriviridis)
  - Dvärgmarkattor (Miopithecus), 2 arter
  - arten Husarapa (Erythrocebus patas)
- tribus Papionini
  - Makaker (Macaca), cirka 20 arter
  - Babianer (Papio), en eller fem arter
  - Mandriller (Mandrillus), 2 arter
  - arten Gelada (Theropithecus gelada)
  - släkte Cercocebus, 6 arter
  - släkte Lophocebus, 6 arter
  - arten höglandsmangab (Rungwecebus kipunji)

Ibland namnges även fyra av fem släkten inom tribus Cercopithecini (alla utom Chlorocebus – gröna markattor) som markattor.